# Стіг Рамель
Стіг Урбан Малте Рамель (швед. Stig Urban Malte Ramel, нар. 24 лютого 1927, Лунд, Мальмегус — пом. 8 березня 2006, Стокгольм) — шведський барон, посадова особа, бізнесмен, письменник і виконавчий директор Нобелівського фонду 1972-1992. Був сином барона Мальте Рамеля і внуком скульптора Альфреда Ністрема.

## Біографія
Рамель став магістром юридичних наук у Лундському університеті в 1952 році. Потім він працював аташе при Міністерстві закордонних справ у 1953 році та у шведському посольстві в Парижі в 1954—1956 роках. У 1956—1958 роках перебував у делегації ОЕСР в Парижі, а в 1958—1960 рр. У посольстві у Вашингтоні, округ Колумбія, Рамел став директором морських справ у Міністерстві закордонних справ. Він займав цю посаду до 1964 року, коли очолював інформаційний офіс. У 1966 році він був призначений віце-президентом Шведської загальної експортної асоціації та її генеральним директором у 1970 році. У 1972 році він став генеральним директором Нобелівського фонду, де він залишився до 1992 року.
На додаток до своєї роботи в Нобелівському фонді, Рамель займав декілька управлінських посад, у тому числі був головою Alfas AB, B&B Finans та SNS, та був членом правління компаній Volvo, Hasselfors, Industrivärden, PLM AB, Rederi ab Salénia, Svenska 3M, Svenska Unilever, Aktiefrämjandet, Svenska Dagbladet та Scandinavian Tradig Company.
Рамель також мав тісний контакт з академічним світом і був почесним доктором медицини, філософії та права. Крім того, він був членом Королівської академії наук з 1980 року і членом Королівського фізіографічного товариства у Лунді. Рамел також був почесним членом у вченій общині Societas Ad Sciendum.
Після виходу на пенсію, Рамель почав кар'єру автора. Він похований на кладовищі Джуршольмс.
Рамель одружився в 1953 році з графинею Енн Марі Вахтмайстер (1931—2017). Вони є батьками актора і режисера Жакліна Рамеля.